# Рейд Стоунмана
Рейд Стоунмана (Stoneman's Raid) — кавалерийская операция федеральной армии, которая проводилась с 13 апреля по 10 мая 1863 года на территории Вирджинии, одновременно со сражением при Чанселлорсвилле. Рейд был важной составной частью операций Джозефа Хукера против Северовирджинской армии генерала Ли. Неудача Стоунмана считается одной из причин провала Чанселлорсвиллской кампании Хукера, и повлекла за собой отстранение Стоунмана от командования Кавалерийским корпусом.

## Предыстория
12 апреля генерал Баттерфилд (начальник штаба Потомакской армии) представил президенту Линкольну план наступления, составленный генералом Джозефом Хукером. Хукер предлагал использовать кавалерийский корпус Стоунмана для рейда в тыл противника. Когда линии снабжения армии Ли будут перерезаны, тот будет вынужден отступить от рубежа реки Раппаханок, и тогда федеральная армия сможет перейти реку без проблем. В тот же самый день (12 апреля) Хукер отправил подробный приказ генералу Стоунману. Согласно приказу, Стоунман должен был оставить при армии одну кавалерийскую бригаду и всеми остальными силами, насчитывавшими 9 895 человек при поддержке четырёх батарей конной артиллерии, перейти Раппаханок выше Фредериксберга и уйти в тыл армии Ли для разрушения коммуникаций. Хукер требовал от Стоунмана «быстроты, дерзости и решительности».
Уже 13 апреля крупнейшее кавалерийское соединение в истории той войны выступило из лагерей, а пехотные части получили приказ заготовить рационы на восемь дней и получить по 60 патронов на человека. Подготовку приказано было завершить к утру 15 апреля. Между тем 14 апреля кавалерия вышла к переправам и бригада Бенжамина Дэвиса перешла на южную сторону. Однако в 02:00 15 апреля начался сильный ливень. Дожди шли с запада, и они уже прошли в горах хребта Блу-Ридж, поэтому вода в реке Раппаханок стремительно поднималась и к концу дня поднялась на 7 футов. Дэвис со своей бригадой с трудом сумели вернуться на северный берег. Вечером 15 апреля Хукер узнал, что его план сорвался.
Пока Хукер размышлял над тем, как возобновить наступление, Бюро Военной Информации получило новые ценные сведения о противнике. Разведка насчитала 49 800 человек в армии Ли: 28 бригад, сведенных в шесть дивизий. Также было выявлено, что южане защищают переправы Бэнкс-Форд и Юнайтед-Стейтс-Форд, но дальше их левый фланг открыт. Исходя из этой информации, Хукер кардинально поменял свой замысел. Если прежде планировалось вынудить Ли к отступлению, а затем преследовать, то теперь было решено выйти пехотными частями к его коммуникациям и принудить его к сражению именно там, где это выгодно Хукеру. Стоунман должен был действовать в соответствии с первоначальным приказом, совершить рейд в тыл противника и разрушить его коммуникации. При армии оставалась только одна кавалерийская бригада, но Хукер полагал, что в густых лесах в окрестностях Чанселорсвилла от кавалерии всё рано не будет пользы.
28 апреля генерал Хукер встретился со Стоунманом в Моррисвилле и выдал ему новые инструкции, скорректировав план рейда от 12 апреля. Главная цел была всё та же - разрушать железные дороги. Но теперь Хукер велел разделить кавалерию на две колонны. Стоунман утверждал, что ему всё было понятно в этих приказах и что он обсудил их с подчинёнными, хотя у исследователей это вызывает сомнения.

## Рейд
29 апреля в 17:00 отряд Стоунмана, численностью 7400 человек, перешёл Раппаханок по броду Келли-Форд. Перейдя реку, Стоунман остановил колонну и стал совещаться с офицерами, чтобы разобраться, что именно надо делать и куда именно идти. В итоге к концу дня ему удалось пройти только четыре мили от переправы до Медден-Таверн на Калпеперской дороге. За весь день не произошло никаких столкновений с армией противника, хотя, как писал Стивен Сирс, если бы Стоунман прибыл к Мадден-Таверн на пару часов раньше, он встретил бы там разведывательный отряд Стюарта.

## Примечание
1. ↑  Sears, 1996, p. 119 - 121.
2. ↑  Sears, 1996, p. 122 - 123.
3. ↑  Sears, 1996, p. 130 — 131.
4. ↑  Sears, 1996, p. 132.
5. ↑  Sears, 1996, p. 166.
6. ↑  Sears, 1996, p. 166 - 167.